# 리우-니테로이 교

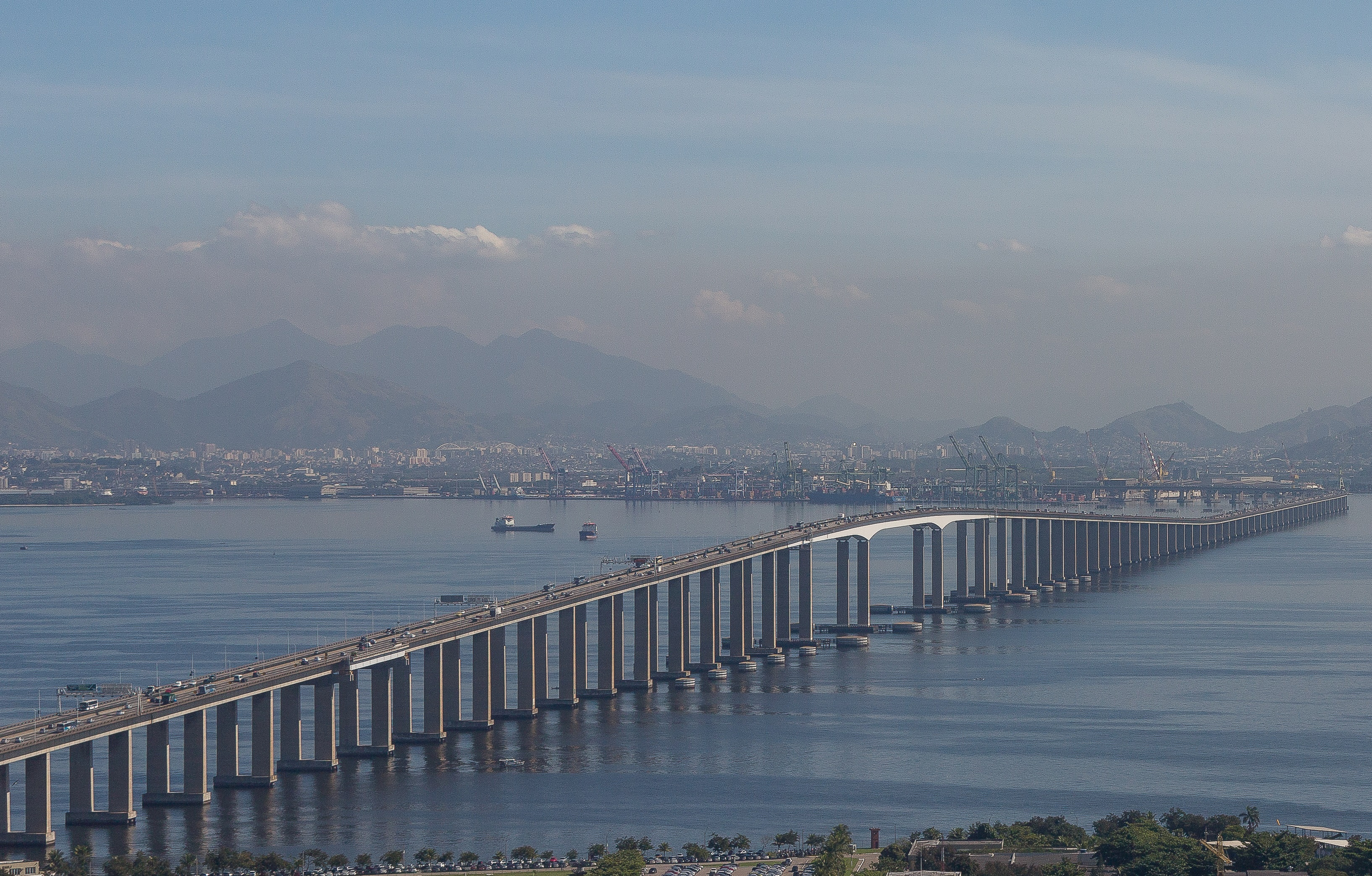
리우-니테로이 교

리우-니테로이 교(브라질 포르투갈어: Ponte Rio-Niterói)는 브라질 리우데자네이루 주의 구아나바라 만에 가설된 길이 13,290m의 다리이다. 리우데자네이루와 니테로이를 잇는다.